# Para las almas sensibles
Para las almas sensibles es el octavo disco de Pez, grupo de rock argentino, primero en vivo. Los recitales que aquí se toman forman parte de un ciclo de shows el grupo dio entre 2004 y 2005 en los clubes La Trastienda y ND//Ateneo en Buenos Aires y que fueron grabados por Javier Cuello y Giuliano Abálsamo.
Fue mezclado y editado por Mauro Taranto. Se masterizó en Villa Urquiza, donde el ingeniero de mastering fue Mario Breuer. El diseño pertenece a Hernán Archivado el 22 de marzo de 2007 en Wayback Machine., los dibujos a Alejandro Leonelli y los textos a Fabián Casas y Ariel Minimal. Las fotos son de Guadalupe Gaona, Constanza Niscóvolos, Gabriel Siegel y Martín Mercado.

## Canciones

### Disco 1
1. Para las almas sensibles (4:41)
  - Letra y música: Ariel Minimal
2. Desde el viento en la montaña hasta la espuma del mar (3:48)
  - Letra y música: Ariel Minimal
3. Introducción declaración adivinanza (4:04)
  - Letra: Ariel Minimal
  - Música: Ariel Minimal, Pablo Poli Barbieri, Alejandro Alez Barbieri
4. Espíritu inquieto (5:17)
  - Letra y música: Ariel Minimal
5. Sus alas no vuelan, ya no puede volar (2:55)
  - Letra y música: Ariel Minimal
6. Vientodestino en vidamar (2:44)
  - Letra: Ariel Minimal
  - Música: Franco Salvador
7. La estética del resentimiento (4:20)
  - Letra y música: Ariel Minimal
8. Aún (2:48)
  - Letra y música: Ariel Minimal
9. Caminar (2:48)
  - Letra y música: Ariel Minimal
10. Cae y nada pasa (3:07)
  - Letra: Ariel Minimal
  - Música: Ariel Minimal, Pablo Poli Barbieri, Alejandro Alez Barbieri
11. Maldición (5:40)
  - Letra y música: Ariel Minimal
12. Y cuando ya no quede ni un hombre en este lugar (7:37)
  - Letra y música: Ariel Minimal
13. Miedo (6:36)
  - Letra y música: Ariel Minimal
14. Haciendo real el sueño imposible (3:20)
  - Letra y música: Ariel Minimal
15. Respeto (5:27)
  - Letra: Ariel Minimal
  - Música: Ariel Minimal, Franco Salvador, Gustavo Fósforo García

### Disco 2
1. Phantom power (3:08)
  - Letra y música: Ariel Minimal
2. Por siempre (4:35)
  - Letra y música: Ariel Minimal
3. Despierto a un tiempo de luz (5:13)
  - Letra y música: Ariel Minimal
4. Rompo tu piel de asno (3:19)
  - Letra: Ariel Minimal
  - Música: Ariel Minimal, Pablo Poli Barbieri, Alejandro Alez Barbieri
5. Nubes toman formas tontas (4:13)
  - Letra y música: Ariel Minimal
6. Campos de inconsciencia (2:56)
  - Letra y música: Ariel Minimal
7. Aprender, comprender, facultarse, darse cuenta (5:33)
  - Letra y música: Ariel Minimal
8. Sol, un fantasma en la ciudad (3:34)
  - Letra: Ariel Minimal
  - Música: Franco Salvador, Ariel Minimal
9. Siesta (2:48)
  - Letra y música: Ariel Minimal
10. Buda (12:28)
  - Letra: Fabián Casas
  - Música: Ariel Minimal, Franco Salvador, Ernesto Romeo
11. Queseaelvientoelquenferme (4:07)
  - Letra y música: Ariel Minimal
12. No mi corazón coraza (2:38)
  - Letra y música: Ariel Minimal
13. El cantor (4:54)
  - Letra: Ariel Minimal
  - Música: Gustavo Fósforo García, Ariel Minimal
14. Caballo loco (8:33)
  - Letra y música: Ariel Minimal

## Personal
- Ariel Minimal: voz, guitarra, guitarra criolla.
- Gustavo Fósforo García: bajo, bajo acústico, coros.
- Franco Salvador: batería, coros.
- Leopoldo Pepo Limeres: piano eléctrico.
- Ernesto Romeo: sintetizadores, órgano, mellotron, clavinet.

## Datos
- Los dibujos del disco son un homenaje del grupo a sus fanáticos, a los que denominan almas sensibles.
- El disco trae, en su edición original, una etiqueta que reza: 29 canciones y ningún hit.
- "Para las almas sensibles" es la única canción nueva del disco. "Despierto a un tiempo de luz", pese a nunca haber sido registrada, fue compuesta y tocada en 1998.
- Las canciones de Cabeza aparecen, en el libro del disco, acreditadas totalmente a Minimal, probablemente por razones de derechos de autor. Aquí se reproduce la acreditación original del primer disco.
- "Caminar" y "Cae y nada pasa" son versiones acústicas.
- "Buda" reúne las tres partes de la suite de Folklore ("Cumpleaños", "Labrador" y "Superjuguetes").

- Datos: Q6060382